# Kleine geelpootruiter
De kleine geelpootruiter (Tringa flavipes) is een vogel uit de familie Scolopacidae.

## Kenmerken
Deze vogel heeft grijsbruine bovendelen en witte onderdelen. De nek en borst zijn wit bruin gestreept. Tijdens de vlucht wordt een witte staart met een drietal donkere dwarsstrepen getoond. De lange poten zijn geel en de lange, dunne snavel is donkergekleurd. De lichaamslengte bedraagt 25 cm.

## Verspreiding en leefgebied
Deze soort komt voor in Noord-Amerika, maar hij dwaalt soms af naar West-Europa.
Ze broeden in open plekken in bosgebied of open gebieden nabij meren tot op de toendra's van Alaska en centraal Canada. In de winter zijn ze te vinden bij modderbanken en moerasgebied. Ze trekken van juli tot september naar het binnenland van de VS. Een groot gedeelte trekt via de Atlantische kust ook naar Zuid-Amerika. De lentetrek verloopt meestal via het binnenland van de VS en minder via de kusten.

## Voorkomen in Nederland
De kleine geelpootruiter is een dwaalgast in West-Europa die regelmatig in Nederland wordt gezien. Sinds 1969 zijn er in totaal 54 bevestigde waarnemingen van deze soort.

## Status
De grootte van de populatie is in 2006 geschat op 270 duizend volwassen vogels. Op de Rode lijst van de IUCN heeft deze soort de status niet bedreigd.